# Suad
Suad (1958) è una scrittrice palestinese (il nome è uno pseudonimo) autrice del libro autobiografico Bruciata viva.
Vissuta nell'infanzia in un piccolo paese della Cisgiordania, non le venne permesso di andare a scuola e dovette a lungo eseguire solo duri lavori domestici. All'età di diciotto anni, per una gravidanza di un amore clandestino prematrimoniale con il vicino di casa, venne condannata a morte dal padre.
Il cognato le versò addosso una tanica di benzina e le diede fuoco, ma Suad non morì e riuscì anche a partorire il figlio. Salvata da una organizzazione umanitaria europea, fuggì in Europa.
Scrisse allora il libro autobiografico Bruciata viva, 300 000 copie vendute in Francia. Durante le conferenze Suad mantiene il volto coperto da una maschera per non essere riconosciuta.